# Кузель (Росія)
Ку́зель (рос. Кузель) — селище у складі Тайгинського міського округу Кемеровської області, Росія.

## Населення
Населення — 359 осіб (2010; 520 у 2002).
Національний склад (станом на 2002 рік):
- росіяни — 95 %